# Kirtland (Ohio)
Kirtland é uma cidade localizada no estado norte-americano de Ohio, no Condado de Lake.

## Demografia
Segundo o censo norte-americano de 2000, a sua população era de 6670 habitantes.
Em 2006, foi estimada uma população de 7309, um aumento de 639 (9.6%).

## Geografia
De acordo com o United States Census Bureau tem uma área de
43,3 km², dos quais 43,0 km² cobertos por terra e 0,3 km² cobertos por água.

## Localidades na vizinhança
O diagrama seguinte representa as localidades num raio de 12 km ao redor de Kirtland.